# Jean-Félix Pédegert
Jean-Félix Pédegert, né le 3 mars 1809 à Pontonx-sur-l'Adour et mort le 29 juin 1889 à Aire-sur-l'Adour, est un religieux catholique et poète de langue gasconne. 

## Biographie
Jean-Félix Pédegert naît le 3 mars 1809 à Pontonx-sur-l'Adour. Il est le fils de Jean-Philippe Pédegert et de Catherine Dupin, paysans vivant dans une grande pauvreté. En 1821, une tante (du côté maternel), religieuse à Paris, le fait entrer au petit séminaire de l’église Saint-Nicolas-du-Chardonnet. Il quitte Paris pour les Landes lors des Trois Glorieuses (1830) et est ordonné prêtre en 1835 à Aire-sur-l’Adour. Il enseigne au petit séminaire de la ville de 1835 à 1842, puis au grand séminaire de Dax de 1842 à 1849. Il est missionnaire diocésain à Saint-Vincent-de-Paul de 1849 à 1852, curé pendant six mois de Ygos-Saint-Saturnin en 1853, curé de Sabres de 1853 à 1874 puis chanoine à Aire-sur-l’Adour de 1874 à sa mort, le 29 juin 1889 à 80 ans.

## Œuvre poétique
Dès 1825, alors qu’il est en classe de troisième au petit séminaire de Saint-Nicolas-du-Chardonnet, il rédige des poèmes en gascon. Il écrit aussi en français, mais déclare en 1834 : « j’ai dit adieu à la poésie française, et si j’ai jamais vie et loisir, je composerai en gascon ». En 1836, il rencontre « notre fameux poète gascon, Jasmin » à Agen et en fait l’éloge. Il publie quelques textes dans la Petite Revue catholique du diocèse d’Aire et de Dax (fondée par Jean Besselère) en 1873 et 1874, mais la majeure partie de son œuvre est publiée à titre posthume par Jean-Baptiste Gabarra à Bordeaux en 1892. D’après Jacques Guicheny, « ce fut un précurseur. Il a ouvert la voie à tous ceux qui bien plus tard se rassembleront sous la bannière de l’Escòla Gaston Fèbus, fondée en 1896-1897, et qui impulsera et coordonnera le réveil de la littérature gasconne ».

## Publications
- Discours de prononcé à l'occasion de la distribution des prix de l'école des Filles de la Croix de Pontonx, Dax, Herbet, 1855, 4 p. (présentation en ligne)
- Notice historique et archéologique sur Notre-Dame de Dax, Dax, Bonnebaigt, 1889, 112 p. (présentation en ligne)
- (oc) Vers gascons, Bordeaux, Bourdéou, 1892, 130 p. (présentation en ligne, lire en ligne)